# Thecla scamander
Thecla scamander är en fjärilsart som beskrevs av Jacob Hübner 1816. Thecla scamander ingår i släktet Thecla och familjen juvelvingar. Inga underarter finns listade i Catalogue of Life.